# Absenkziel
Das Absenkziel ist die Wasserspiegelhöhe einer Talsperre oder einer Stauanlage auf der Höhe des Betriebsauslasses, also die niedrigste für den normalen Betrieb vorgesehene Wasserspiegelhöhe.
Das Absenkziel wird normalerweise in Meter über der jeweilig gültigen Bezugshöhe angegeben, in Deutschland also in Meter über Normalhöhennull (m ü. NHN). Der Begriff „Absenkziel“ ist in DIN 4048 (Wasserbau-Begriffe) genormt.

## Tiefstes Absenkziel
Bei manchen Anlagen gibt es unterhalb des Absenkziels noch das tiefste Absenkziel, zwischen denen sich der Reserveraum befindet, dessen Wasservolumen nur für außergewöhnliche Fälle wie extreme Trockenheiten bestimmt ist. Der Reserveraum kann über den Grundablass geleert werden, mit dem das Staubecken vollständig geleert werden kann. Nur in seltenen Fällen verbleibt dann noch Wasser, das geländebedingt nicht abfließen kann und dessen Volumen als Totraum bezeichnet wird.